# Atarazanas del Grao

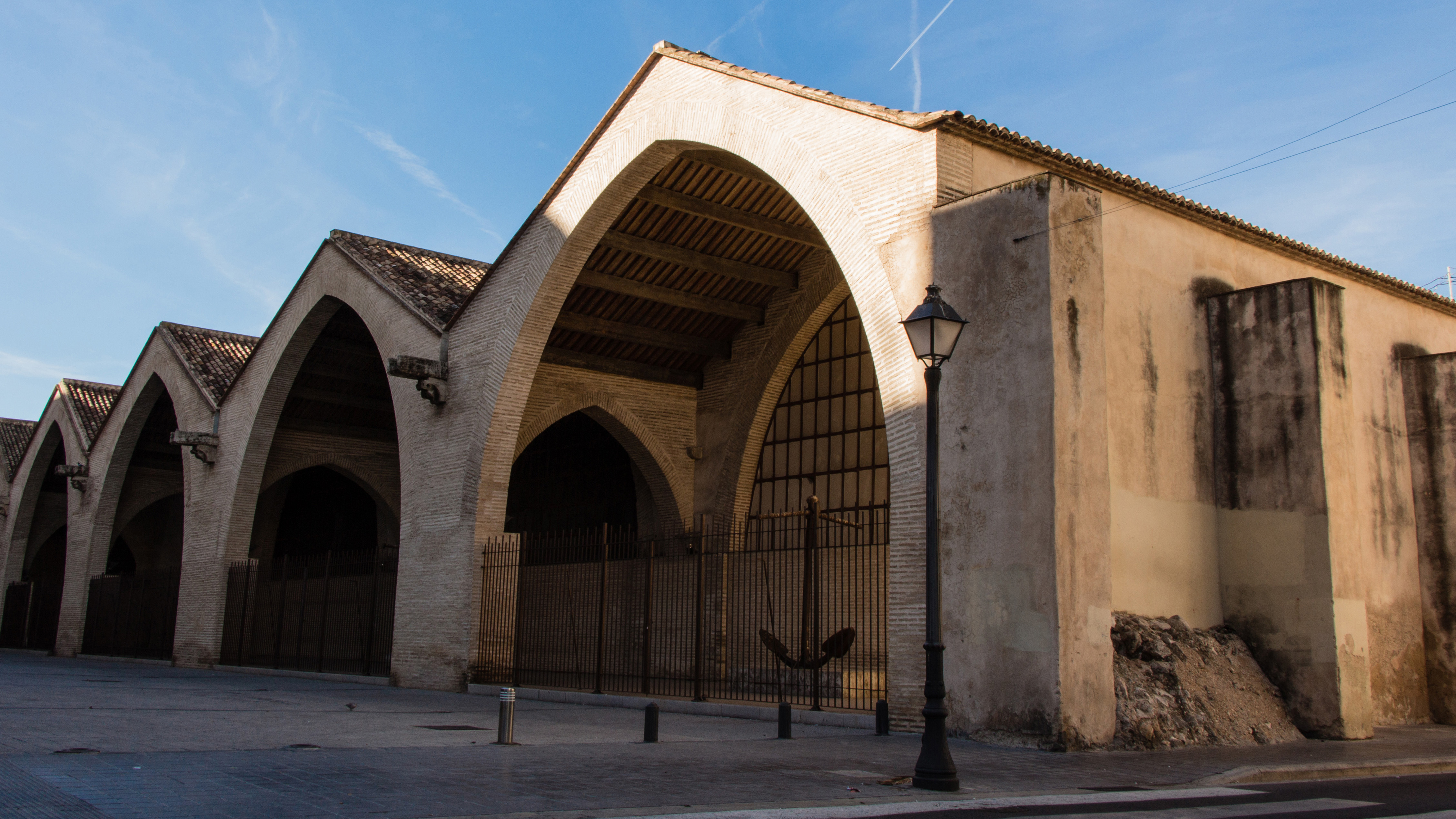
Atarazanas del Grao de Valencia.

Las atarazanas del Grao de Valencia (España), también conocidas en valenciano como Drassanes del Grau, son unas edificaciones industriales construidas en el siglo XIV en estilo gótico valenciano, situadas en la plaza Juan Antonio Benlliure.
El aumento de actividad del puerto hizo ver la necesidad de disponer de unos lugares aptos para la construcción y reparación de naves, a la vez que para depósito de aparejos y mercancías. En vista de ello y de la utilización inadecuada, para algunos de estos fines, de casas o locales de particulares, el Consejo de la ciudad acordó en 27 de agosto de 1338 que, de lo recaudado en contribución se construyera un edificio con la finalidad de servir de guardería de remos y demás aparejos de las naves.
Estas fueron las primeras Atarazanas del Grao, ignorándose su tamaño y disposición en planta y alzado. Las Atarazanas pudieron adquirir su actual disposición en planta y alzado por el acuerdo, sobre sus obras de reparación y aplicación, adoptado por los jurados de Valencia del 12 de agosto de 1500. 
Las Atarazanas, por su función y el conocido retiro del mar por la costa valenciana y el aterramiento de la playa, estarían a corta distancia de él, habiendo citaciones en el Archivo Regional sobre edificios cercanos y aún inmediatos a ellas, en 1784 y 1790, y confirmándolo los grabados de dicha época. 
Constan de cinco naves paralelas, de planta rectangular, de unos 10 por 48 m. Su tipo arquitectónico responde plenamente al modelo de edificación -en su origen civil- de naves cubiertas por armadura lignaria a doble vertiente bajo teja árabe, sostenida por vigas y entrevigas sobre arcos fajones o perpiaños diafragmáticos, o arcos diafragmas, de diez metros de luz aproximadamente y arcos-muros que constituyen una gruesa pared, aquí de ladrillo, perforada por el vano de una amplísima ojiva. 
Cada nave tiene ocho tramos, comprendidos entre nueve arcos diafragmas, lo que hace un total de cuarenta espacios o tramos. El edificio ha sufrido profundas alteraciones en algunas naves, y especialmente en las fachadas. Entre nave y nave se abren ocho arcos, también ojivales, casi equiláteros, de parecido perfil e igual material a los diafragmáticos, que comunicarían cada tramo con su vecino, estando hoy cegados, salvo dos que comunican las naves primera, segunda y tercera. 
La parte trasera, es la mejor conservada, por no haber tenido ni tener puertas de acceso, ni afectarle las reformas de la fachada. En ella destaca el ladrillo grande con mucho tendel, como en todas las partes del edificio, formando arcos apuntados de rosca que refuerzan este muro posterior.
Las atarazanas debieron ser construidas en distintos momentos, pero las gárgolas góticas no permiten suponer obra muy posterior a sus orígenes. Se utilizaron y no solo para el comercio, también para armar buques -y galeras- en defensa contra los piratas berberiscos "moros de Berbería". Después de la guerra de sucesión española, agentes de Felipe V se incautaron el edificio, pasando más tarde a almacén, de la sal y otras cosas, hasta que en 1802 fueron adjudicadas, en pago de deudas de contribución del municipio, a la Real Hacienda, y el Estado, en septiembre de 1849, vendió los cinco cuerpos a particulares.